# 加賀井温泉一陽館
加賀井温泉一陽館（かがいおんせんいちようかん）は、長野県長野市松代町東条55にある温泉宿である。現在は日帰り入浴のみ対応。

## 概要
1930年（昭和5年）創業。以来、湯治場として知られる。
『杖忘れの湯』『美肌の湯』『万病の湯』と言われている。
近代になり近傍の温泉街を長野県や長野市の主導の元『松代温泉』と命名したが、この温泉施設だけは、歴史と屋号の成り立ちを大切に、今も尚『加賀井温泉』と名乗っている。

## 泉質
泉質は含鉄ナトリウム・カルシウム塩化物泉。
国民宿舎「松代荘」など、当館以外の温泉施設とは異なる源泉から引湯している（松代温泉#泉質参照）。

## 交通アクセス
自家用自動車
上信越自動車道・長野インターチェンジから自動車で約5分間。

## 加賀井温泉一陽館に関連する作品
- 『転校生-さよなら あなた-』 - 2007年（平成19年）公開の映画（日本映画）。一陽館でロケが行われた[2][3][4]。
- 『殿、利息でござる!』 - 2016年公開の日本映画。一陽館でロケが行われた[5]。